# 嚴助
嚴助（《史記》稱莊助），字义兴，為西漢中早期會稽郡吳縣（今江苏省苏州市）人，嚴忌之子，也有人說他是嚴忌的族子。后拜会稽太守，复留为侍中。

## 生平
嚴助在世时姓庄，在他去世很多年后，《汉书》为避东汉明帝刘庄的讳，把庄助等庄姓的人改称严姓。
嚴助是著名辭賦家，有辞赋三十五篇。他在漢武帝時任中大夫，“上令助等与大臣辩论，……大臣数黜”。其後任會稽太守，被稱讚為“會稽賢守”。建元三年闽越兵围东瓯，东瓯向汉朝告急，太尉田蚡力主不救，严助和他辩论並取得上風，武帝曰：“太尉不足与计”，終於出兵援救。
嚴助與朱買臣、淮南王劉安交好，而劉安謀反，嚴助受御史張湯指控，牽連而誅，葬绍兴府。

## 家庭
他有一个儿子嚴宏道。

## 纪念
現在，浙江省嘉興市有嚴助墓，又稱嚴將軍墓。

## 延伸阅读
[在维基数据编辑]
 《漢書·卷064上》，出自班固《漢書》
 《漢書/卷064下》，出自班固《漢書》